# Waalse Pijl 1944
De achtste editie van de Waalse Pijl werd gehouden op zondag 14 mei 1944. Het parcours van deze Belgische wielerwedstrijd had een lengte van 208 kilometer. Aan de start in Bergen stonden 53 renners. Mede door de slechte staat van de wegen in het laatste oorlogsjaar in Wallonië, haalden slechts negentien coureurs de eindstreep in Charleroi.

## Koersverloop
De kopgroep van vier Belgische renners maakte in deze wedstrijd de dienst uit. Het viertal arriveerde met een ruime voorsprong in de straten van Charleroi. De 29-jarige Marcel Kint sloeg de slotaanval van Briek Schotte af en won de sprint met een half wiel verschil. Kint boekte zijn tweede zege op rij. Dit was niet eerder voorgekomen in de Waalse Pijl. De eerste zeven edities kenden zeven verschillende winnaars.
De 24-jarige Schotte finishte als tweede voor zijn medevluchters Marcel Quertinmont (derde) en Jules Lowie (vierde).
| Waalse Pijl 1944 |                     |                    |          |
| Plaats           | Naam                | Ploeg              | Tijd     |
| Winnaar          | Marcel Kint         | Mercier-Hutchinson | 6u11'00" |
| 2                | Briek Schotte       | Helyett-Hutchinson | z.t.     |
| 3                | Marcel Quertinmont  | A. Trialoux-Wolber | z.t.     |
| 4                | Jules Lowie         | Mercier-Hutchinson | z.t.     |
| 5                | Karel Terryn        | Métropole-Dunlop   | + 2'58"  |
| 6                | Petrus Vanderrusten | individueel        | + 8'04"  |
| 7                | Marcel Lavaux       | individueel        | z.t.     |
| 8                | Albert Dubuisson    | A. Trialoux-Wolber | + 9'12"  |
| 9                | Denis Van Dyck      | Alcyon-Dunlop      | z.t.     |
| 10               | Jean Claessens      | individueel        | z.t.     |

1936 · 1937 · 1938 · 1939 · 1940 · 1941 · 1942 · 1943 · 1944 · 1945 · 1946 · 1947 · 1948 · 1949 · 1950 · 1951 · 1952 · 1953 · 1954 · 1955 · 1956 · 1957 · 1958 · 1959 · 1960 · 1961 · 1962 · 1963 · 1964 · 1965 · 1966 · 1967 · 1968 · 1969 · 1970 · 1971 · 1972 · 1973 · 1974 · 1975 · 1976 · 1977 · 1978 · 1979 · 1980 · 1981 · 1982 · 1983 · 1984 · 1985 · 1986 · 1987 · 1988 · 1989 · 1990 · 1991 · 1992 · 1993 · 1994 · 1995 · 1996 · 1997 · 1998 · 1999 · 2000 · 2001 · 2002 · 2003 · 2004 · 2005 · 2006 · 2007 · 2008 · 2009 · 2010 · 2011 · 2012 · 2013 · 2014 · 2015 · 2016 · 2017 · 2018 · 2019 · 2020 · 2021 · 2022 · 2023 · 2024 · 2025 · 2026
Lijst van beklimmingen